# Ceraclea maculata
Ceraclea maculata là một loài Trichoptera trong họ Leptoceridae. Chúng phân bố ở miền Tân bắc.